# Лос Сентенариос (Тексас)
Лос Сентенариос (енгл. Los Centenarios) насељено је место без административног статуса у америчкој савезној држави Тексас.

## Демографија
По попису из 2010. године број становника је 87.
| Група             | 2000.    | 2010.      |
| Белци             | 0 (0,0%) | 4 (4,6%)   |
| Афроамериканци    | 0 (0,0%) | 0 (0,0%)   |
| Азијати           | 0 (0,0%) | 0 (0,0%)   |
| Хиспаноамериканци | 0 (0,0%) | 83 (95,4%) |
| Укупно            | 0        | 87         |